# ロイヤル・アルマニー
ロイヤル・アルマニーは、日本で商標登録された腕時計のブランドである。名称・ロゴともアルマーニと酷似しているが、何の関係もない。

## 概説
中国製のクォーツ時計である。
20万円前後という高額な定価を持つが、ディスカウントショップやネットオークションで数千円から一万円程度で購入できる。ショップによっては「ロイヤル・アルマーニ」「アルマーニ」と誤記されている場合もある。
イタリアンブランドの「エンポリオ・アルマーニ」「ジョルジオ・アルマーニ」とは何ら関係がない。
現在は｢J.HARRISON｣と名前を変えて販売している。
- 商品：第14類 時計
- 登録番号：4795941
- 出願番号：2004-12078（T2004-12078）
- 登録日：2004年8月20日
- 商標：ROYAL ARMANY
- 呼称：ロイヤルアーマニー、ロイアルアーマニー、ローヤルアーマニー、ロイヤルアルマニー、ロイアルアルマニー、ローヤルアルマニー